# Emilie Brassard
 (janvier 2015).
Emilie Brassard, née le 15 avril 1982 à Jonquière, au Saguenay–Lac-Saint-Jean, est une animatrice de télévision et de radio québécoise, notamment des actualités et météo.
Le 19 novembre 2013, elle a été entartée en direct pendant son topo météo  . L'incident, dont les coupables sont des jeunes, s'est produit peu après 7 h 30 à la place Jacques-Cartier, devant l'hôtel de ville de Montréal. Dans les minutes suivantes, une vidéo est apparue sur YouTube et les réactions se sont multipliées sur les réseaux sociaux pendant la journée.

## Biographie
Emilie Brassard a achevé des études au Collège radio télévision de Québec (CRTQ) en 2005. Elle a obtenu le trophée Maxime et la bourse Cogeco de la meilleure animatrice.

## Télévision
- Salut, Bonjour! :  journaliste météo, de février 2013[4] jusqu'en août 2014[5].
- Au-delà du Clip :  Chroniqueuse
- MCGB :  Chroniqueuse Web

## Radio
- CFGL-FM :  Animatrice, chroniqueuse Rythme Fm 105,7
- CFGE-FM :  Animatrice Rythme fm 93,7-98,1
- CFXM-FM :  Animatrice M105
- CHLC-FM :  Animatrice 97,1-100,5

## Web
- Montreal.tv (Irois Léger) :  Animatrice, chroniqueuse